# Gentilhome
A Espanya, un gentilhome era la persona que despatxava al rei amb un plec d'importància per donar-li notícia d'algun bon succés, com la presa d'una plaça o l'arribada d'una esquadra. També rebia el nom de gentilhome el que servia a les cases dels grans o unes altres per servir al senyor o senyora.
En concret, es distingien les següents classes:
- Gentilhome de boca, també anomenat gentilhome d'interior. Treballador domèstic de la casa del rei, en classe de cavallers que seguia en grau al majordom de setmana. La seva destinació era el de servir la taula del rei, per la qual cosa se li va donar aquest nom. Posteriorment, va caure en desús i només acompanyaven al rei quan sortia a la capella en públic o a una altra festa religiosa i quan anava a alguna funció a cavall.
- Gentilhome de càmera. Persona de distinció que acompanya al rei en la càmera quan surt. Aquestes funcions són privatives dels gentileshomes de càmera amb exercici perquè també existien els gentileshomes d'entrada, anomenats així per tenir-la a la sala de Grans i per haver-los també honoraris, que només gaudien de la insígnia de la clau.
- Gentilhome de la casa. El que acompanyava el rei després dels gentileshomes de boca.
- Gentilhome de màniga. Criat l'ocupació honorífica del qual es va establir a la casa Real per servir al príncep i a cadascun dels infants en la seva edat més jove. El seu càrrec consistia a assistir contínuament a cura de la persona real a qui estava assignat, donar-li el braç quan ho necessités, etc.
- Gentilhome de plaer. Familiarment, es deia així al bufó o joglar per fer riure.
- Gentilhome Gran d'Espanya amb exercici i servitud i Gentilhome de cambra amb exercici. Càrrecs palatins de la Reial Casa i Patrimoni de la Corona d'Espanya

## Altres atribucions
A la ciutat equatoriana de Chone, a la província de Manabí, se li anomena Gentilhome de Felip V per mèrit històric a l'alcalde de dita població quan aquest assumeix la seva dignitat per votació popular. Si la persona triada fos dona, se li aplicaria Gentildama de Felip V.
També es pot definir com "d'exquisida elegància i educació", però generalment es tradueix més com a cavaller.